# Владимир Тотовић
Владимир Тотовић (Нови Сад, 1898 — Горица, 1917) био је филмски режисер и глумац.
У Будимпешти је искусио глуму, затим је купио камеру и током Првог светског рата режирао два играна филма. Међутим, његова каријера је на самом почетку прекинута одласком на фронт, на којим је изгубио живот као аустроугарски војник у близини Горице.

## Дела
- Спасилац (1915)
- Лопов као детектив (1916)

## Занимљивости
- „Лопов као детектив“ приказан је у биоскопу „Корзо”, Змај Јовина 4, Нови Сад, 15. и 16. јануара 1916. Све карте су биле распродате.